# Rhagonycha kurbatovi
Rhagonycha kurbatovi es una especie de coleóptero de la familia Cantharidae.

## Distribución geográfica
Habita en Rusia.